# Inter Star Football Club
Inter Star Football Club est un club de football du Burundi créé en 1934.
Ce club, tout comme le Vital’O FC, son grand rival, est basé à Bujumbura, la capitale économique du Burundi.
Après des fautes financières, Inter Star a été relégué en deuxième division du Burundi depuis la saison 2020-2021 puis retrouve la Ligue A en 2022.

## Palmarès
- Championnat du Burundi (4)
  - Champion : 1991, 1992, 2005, 2008

- Coupe du Burundi (1)
  - Vainqueur : 1990

## Anciens entraîneurs
- 1995-1996 :  Raoul Shungu